# Arnulfsplatz

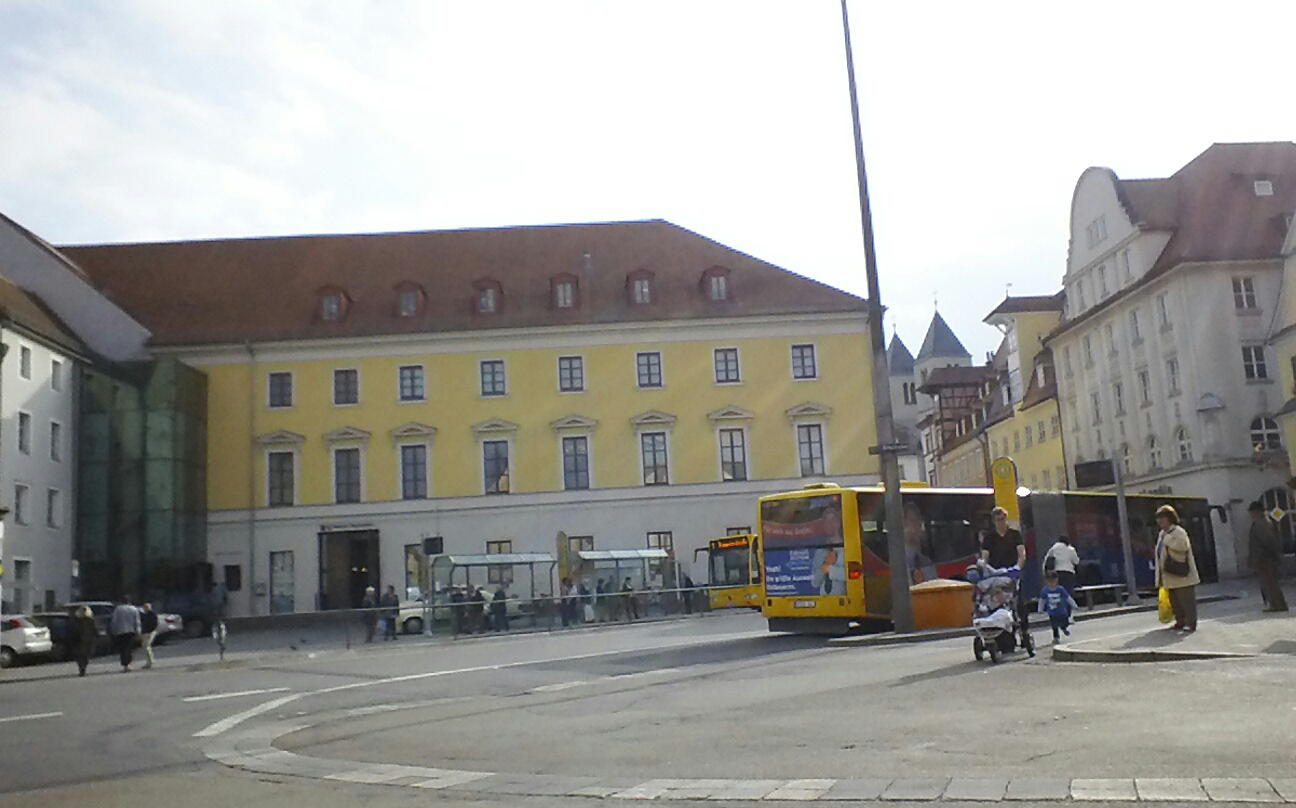
Arnulfsplatz Südseite 2013, Rückseite des Theaters

Der Arnulfsplatz ist ein zentraler Platz in Regensburg. Der im Westen der Altstadt und nördlich des Theaters gelegene Platz war erst 1803 aus einem großen Vorgängerplatz entstanden, als im Auftrag von Fürstprimas Dalberg dessen Baumeister Emanuel Herigoyen den Bau eines Theater- und Gesellschaftshauses fertiggestellt hatte. Durch dieses Theatergebäude, genannt das Neue Haus, wurde der damals vorhandene, gemeinsam mit dem heutigen Bismarckplatz gebildete große Gesamtplatz aufgeteilt und es entstanden zwei Plätze. Heute münden in den nördlich vom Theater gelegenen Arnulfsplatz sechs Verkehrsstraßen, zusätzlich eine Fußgängerpassage zur Theaterspielstätte Velodrom und die Zufahrt zu einer Tiefgarage.
Trotz der beengten Straßenverhältnisse entwickelte sich der Arnulfsplatz zum Knotenpunkt mehrerer Stadtbuslinien. Zusätzlich ist der Platz von Durchgangsverkehr geprägt und hat deshalb trotz der eindrucksvollen Randbebauung mit Bürgerhäusern des 17. bis 19. Jahrhunderts nur eine geringe Aufenthaltsqualität.

## Entwicklung des großen Vorläuferplatzes bis 1803
Der freie Raum der beiden bis 1803 zusammenhängenden heutigen Plätze Arnulfsplatz und Bismarckplatz entstand noch vor Errichtung des römischen Legionslagers Castra Regina am Schnittpunkt von zwei älteren römischen Verkehrsrouten, einer Ost-West-Route am Südufer der Donau entlang der heutigen Straßen Ostengasse, Ludwigstraße, Wollwirkergasse, Hochweg und einer Süd-Nord-Verbindung vom Kastell Kumpfmühl zum Donauufer über den heutigen Bismarck- und Arnulfsplatz und weiter entlang der heutigen Straße Weißgerbergraben. Dort in der Donauebene war eine als Donausiedlung bezeichnete zivile römische Ansiedlung entstanden, die nach dem Neubau des römischen Legionslagers Castra Regina außerhalb seiner Mauern lag und bis zum Mittelalter an Bedeutung verlor.

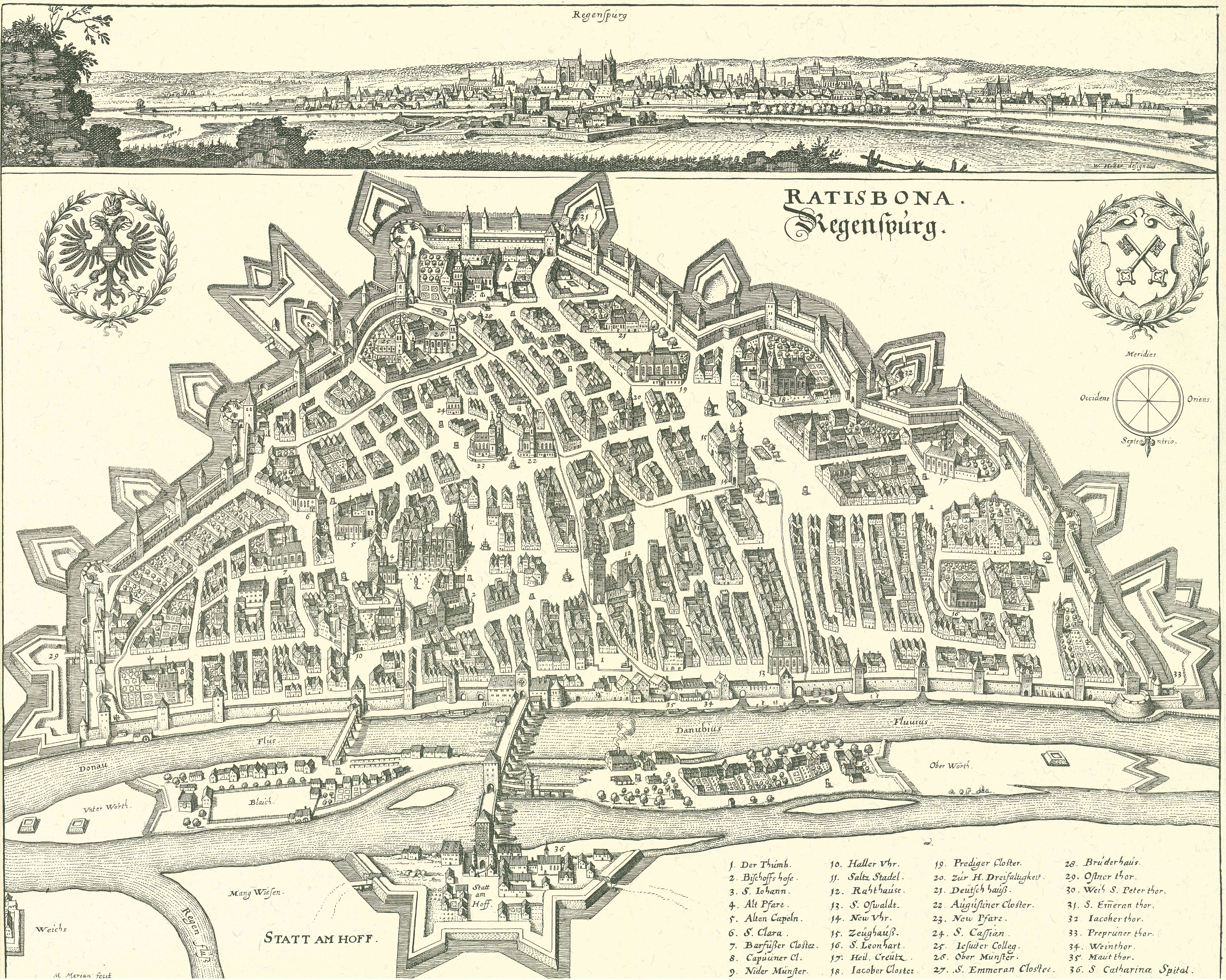
Merianstich 1644,
Großer Platz mit Vitusbach, Neue Uhr (14) Zeughaus (15), Jakobskloster (18)

Der dort entstandene große Platz erhielt sich über einige Jahrhunderte und lag zunächst außerhalb der um 920 entstandenen ersten Arnulfinischen Stadtmauer, die dem Verlauf der Drei-Mohren-Straße folgte, über den großen Platz verlief und bis zur Donau dem Weißgerbergraben folgte. Das damalige Stadttor am Ende der heutigen Ludwigsstraße, das Ruozanburgtor (ab 1500 genannt „Neue Uhr“) führte auf den großen Platz. Auch ein Zweig des Vitusbaches floss durch dieses Tor über den Platz und den Weißgerbergraben zur Donau.

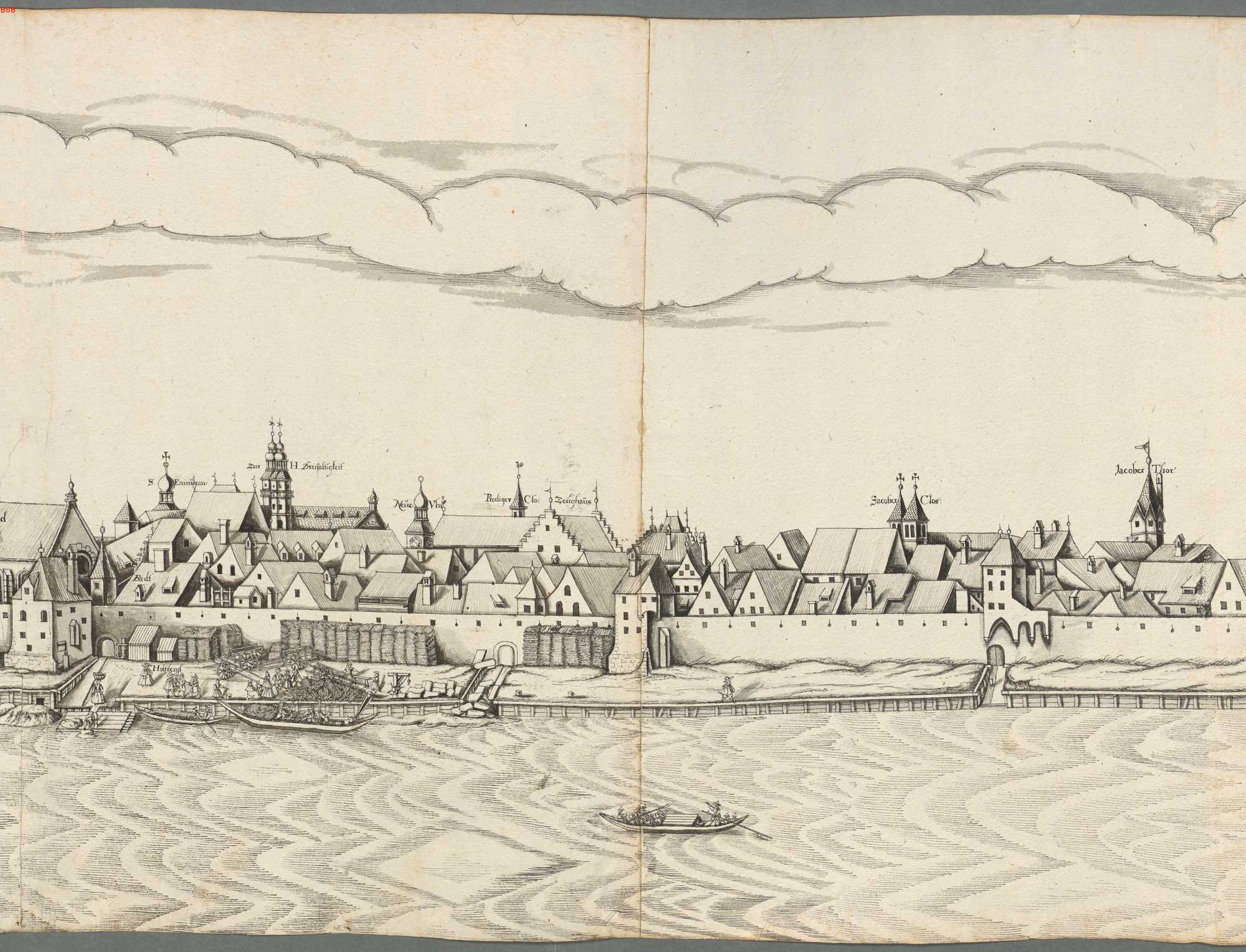
1630 Blick von Donau auf Stadtmauer westlich, mit Türmen Dreieinigkeitskirche, rechts davon Uhrturm Neue Uhr und Zeughaus

Nach den Stadterweiterungen und dem Bau der mittelalterlichen Stadtmauer um 1320, die dann auch das Schottenkloster St. Jacob einschloss, verlor die Arnulfinische Stadtmauer ihre Bedeutung. Das um 1280 entstandene städtische Zeughaus in der Flucht der westlichen Häuserreihe der heutigen Drei-Mohren-Straße ragte nun mit seiner Westfront auf den neu entstandenen großen Platz. Neben dem Zeughaus konnten auch Tändlerbuden, Steinmetzhütten, Holz- und Heustadel, sowie eine Heuwaage errichtet werden. Vom Mittelalter bis zum Ende des 14. Jahrhunderts bürgerte sich für den großen Platz die zeitgenössische Bezeichnung „Wehr vor Burg“ ein. Später gab man dem Platz den Namen Jacobshof oder Jakobsplatz nach dem nahe gelegenen, um 1110 entstandenen Schottenklosters St. Jacob.
Für den Zeitraum von 1550 bis 1660 ist auf dem Gebiet des heutigen Arnulfsplatzes ein Brunnen für die öffentliche Wasserversorgung nachweisbar, gespeist durch Trinkwasser aus den Brunnstuben in Dechbetten und am Eisbuckel. Für diese Zeit gibt es auch Berichte über einen Teich auf dem Platz, der vom Vitusbach mit Wasser versorgt und als Viehtränke genutzt wurde. In Vorbereitung des Immerwährenden Reichstags in Regensburg nach 1653 wurde der Teich 1656 nach Beschwerden von fürstlichen Bewohnern im westlich anliegenden Haus (heute Nr. 4), das im 16. Jahrhundert errichtet worden war und von Gesandtschaften, 1652 sogar von Kaiser Ferdinand III. als Quartier genutzt wurde, wegen zu starker Geruchsbelästigungen zugeschüttet. Bis 1800 wohnten dort der Kurfürst von Köln, der Gesandte von England Etheridge (1685–89), der preußische Gesandte Ernst von Metternich mit seiner Familie (1691–1727) und der russische Gesandte (nach 1799). Im Haus Nr. 3 ist seit 1590 eine Bierbrauerei nachweisbar. Seit 1861 ist diese Brauerei im Besitz der Familie bzw. der Familienstiftung Kneitinger.
An der Stelle des Gebäudes Arnulfsplatz, Ecke Kreuzgasse befand sich der mehrgeschossige sogenannte Arnulfsturm, der 1648 einstürzte. Es handelte sich wahrscheinlich um einen von mehreren in den Fundamenten anderer Häuser noch nachweisbaren spätromanischen Wohntürmen. Heute erinnert ein Turmrelief aus Stein an der Außenfassade des Hauses Kreuzgasse Nummer 1 an dieses Gebäude.

## Entstehung des Arnulfsplatzes und seine Entwicklung und Nutzung nach 1803
Die 1803 durch den Neubau des Theaters verursachte Teilung des großen Gesamtplatzes führte für den südlich des Theaters entstandenen größeren der beiden neuen Plätze zur Benennung Oberer Jacobshof und 1885 zum heutigen Namen Bismarckplatz. Der nördlich des Theaters neu entstandene kleinere der beiden Plätze wurde dementsprechend zunächst Unterer Jacobshof genannt. Erst ab 1872 kam es zu der Benennung Arnulfsplatz, wahrscheinlich nach dem Bayernherzog Arnulf I. Schon vor dieser Umbenennung war im Jahr 1830 die auf den Platz hinausführende Auerstraße, später genannt Goldene Arm-Straße, in Ludwigsstraße umbenannt worden. Anlässlich der Grundsteinlegung der Walhalla sollte König Ludwig I. auch Regensburg besuchen und die nach ihm neu benannte Straße einweihen. In Vorbereitung auf diesen Besuch wurde die aus der Ludwigsstraße auf den Unteren Jacobshof (Arnulfsplatz) hinausführende Baugruppe, bestehend aus einem die Straße abschließenden großen Giebelhaus mit einer tonnengewölbten schmalen Hausdurchfahrt zum Unterer Jacobshof und dem an das Haus angebauten Ruozanburgtor, genannt Neue Uhr, abgebrochen, um dem König einen freien Durchblick auf den späteren Arnulfsplatz zu ermöglichen.
1899 wurde der Arnulfsplatz an das neue Kanalisationssystem der Stadt angebunden. Bei den Kanalarbeiten fand man einen an die römische Besiedlungszeit erinnernden Weihealtar aus Kalkstein für Vulkanus, den Gott der Schmiede.

## Entwicklung und Nutzung des Arnulfsplatzes nach 1900
1897 hatte der Fahrradhändler und liberale Jude Simon Oberdorfer auf dem großen Grundstück hinter dem Haus Arnulfsplatz Nr. 4 das Velodrom errichten lassen, einen eindrucksvollen Saalbau in stützenloser Stahlkonstruktion mit umlaufenden Balkonen. Schon bald nach der Fertigstellung wurde der Saal auch für politische Versammlungen und kulturelle Veranstaltungen genutzt. Mit Theater und Velodrom befanden sich damit zwei der größten städtischen Veranstaltungsstätten am Arnulfsplatz, der sich deshalb im ausgehenden 19. und beginnenden 20. Jahrhundert zu einem der kulturellen Treffpunkte der bürgerlichen Gesellschaft in Regensburg entwickelte. 1929 wurde der Velodromsaal zu einem beliebten Kino umgebaut, das bis 1974 bestand. Nach jahrelangem Leerstand und Verfall wurde das Gebäude mit dem Saal auf Initiative interessierter Bürger 1993 unter Denkmalschutz gestellt und dann aufwändig saniert. Seitdem wird das Velodrom als Spielstätte vom Theater Regensburg genutzt.

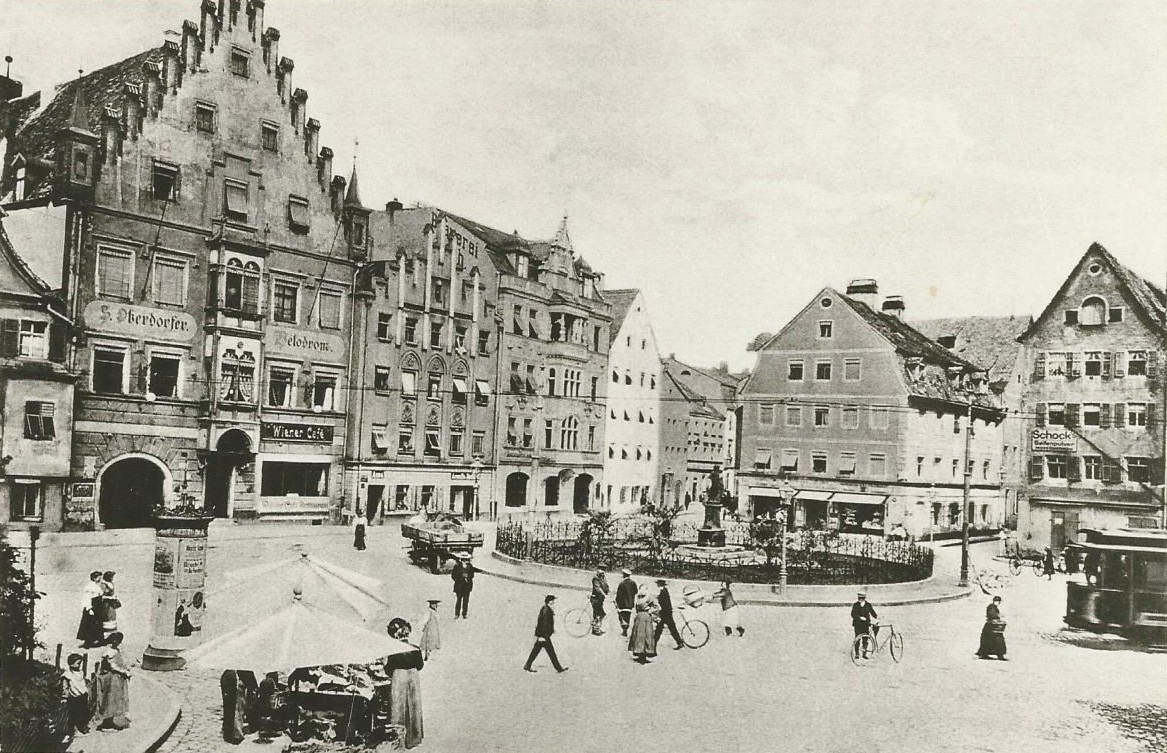
Arnulfsplatz um 1903 mit Straßenbahnzug; Rondell mit Statue gut erkennbar

Am Ende des 19. Jahrhunderts hatte sich das Bild der um den Arnulfsplatz gruppierten Häuser stark verändert, um neuen Ansprüchen der Bewohner gerecht zu werden. Obwohl die ursprüngliche Bausubstanz der Häuser erhalten blieb, waren die Gebäude durch Veränderungen an den Fassaden, Aufstockungen und andere optische Überformungen dem Geschmack der Zeit angepasst worden. Beispiele hierfür sind das sogenannte Wild’sche Haus Nummer 4 und die Fischer’sche Brauerei Haus Nummer 6 (siehe Abbildung mit Schriftzug Oberdorfer Velodrom).

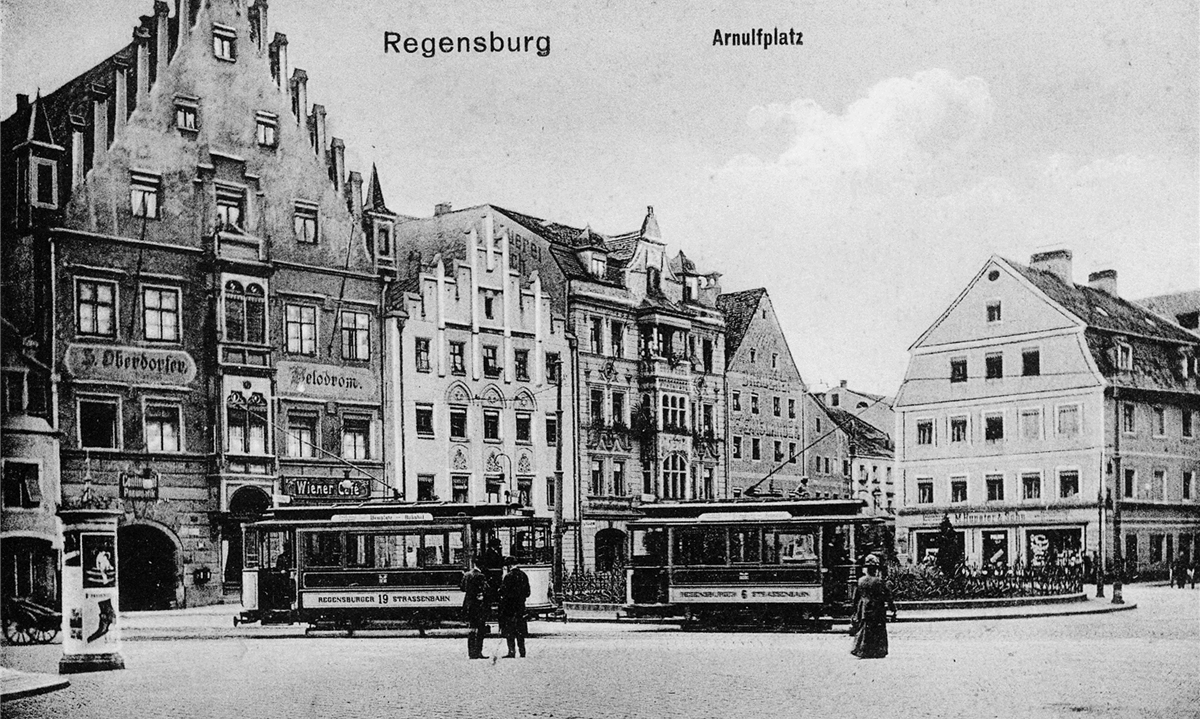
Arnulfsplatz Westseite 1914 mit Straßenbahnzug. Rondell mit Statue (kaum erkennbar im Hintergrund)

Seit Mitte des 19. Jahrhunderts bis 1928 stand mitten auf dem Arnulfsplatz in einem umzäunten, gärtnerisch gestalteten, 20 m im Durchmesser messenden Rondell eine hohe Brunnen-Statue. Auf einem dreifach gestuften Sockel mit eisernem Sechskantunterbau stand auf einer Säule die Figur eines in Bronze gegossenen Hirtenknaben. Der Erbauer des Brunnens und der Grund für den späteren Abbau des Brunnens sind unbekannt.
Wie Bildansichten zeigen, überstand die gärtnerische Anlage auch die Verlegung von Straßenbahngleisen im Jahr 1903. Ob die Anlage mit Brunnen beim weiteren Ausbau der Regensburger Straßenbahn, für die sich auf dem Platz angeblich auch eine Drehscheibe befand, entfernt wurde, ist ungeklärt. Bis 1964 wurde der Arnulfsplatz stark von der Nutzung durch die Straßenbahn geprägt. Nach Stilllegung und Abbau der Straßenbahngleise im Jahr 1964 wurde der Arnulfsplatz mehrmals umstrukturiert, um neuen Anforderungen des Busverkehrs gerecht zu werden.
Heute ist der asphaltierte Platz nicht als Aufenthaltsfläche gestaltet. Dominiert wird der Gesamteindruck durch die in Südwest-Nordost-Richtung verlaufende Straße mit Busbuchten, zwei Haltestelleninseln für Busse und Taxiparkplätze. Weil der Platz optisch nicht ansprechend ist und nur eine geringe Aufenthaltsqualität bietet, wurde 2005 durch die Stadtverwaltung Regensburg der Wettbewerb Neugestaltung des Arnulfsplatz mit Anschlussstraßen ausgelobt. Das Ziel war, den Arnulfsplatz optisch aufzuwerten, funktional umzugestalten und dabei Barrierefreiheit zu gewährleisten. Nach einer Testreihe der Regensburger Verkehrsbetriebe zeigte sich, dass der Siegerentwurf nicht realisierbar war, da es den 18 Meter langen Gelenkbussen der RVB nicht möglich gewesen wäre, die in der Mitte des Platzes geplante Haltestelleninsel anzufahren. Die Gesamtkosten des Wettbewerbs beliefen sich auf 256.000 Euro und zusätzlich für Fahrversuche 12.500 Euro. Weitere Planungen zur Umgestaltung des Platzes wurden vorerst eingestellt.

## Bebauung
Der Arnulfsplatz grenzt im Süden an den Theaterbau und ist auf der West-, der Nord- und Ostseite von Wohn- und Geschäftshäusern umgeben, von denen acht in der Liste der Baudenkmäler in Regensburg-Zentrum erfasst, beschrieben und abgebildet sind. An der Nordostecke des Platzes befindet sich ein Geschäftshaus aus den 1980er Jahren, das dort nach dem Abriss um 1972 eines alten, sehr großen Wohn- und Geschäftshauses der Kolonialwarenfirma Mundigl & Wallner entstand.

## Platzrandbebauung

### Nordseite

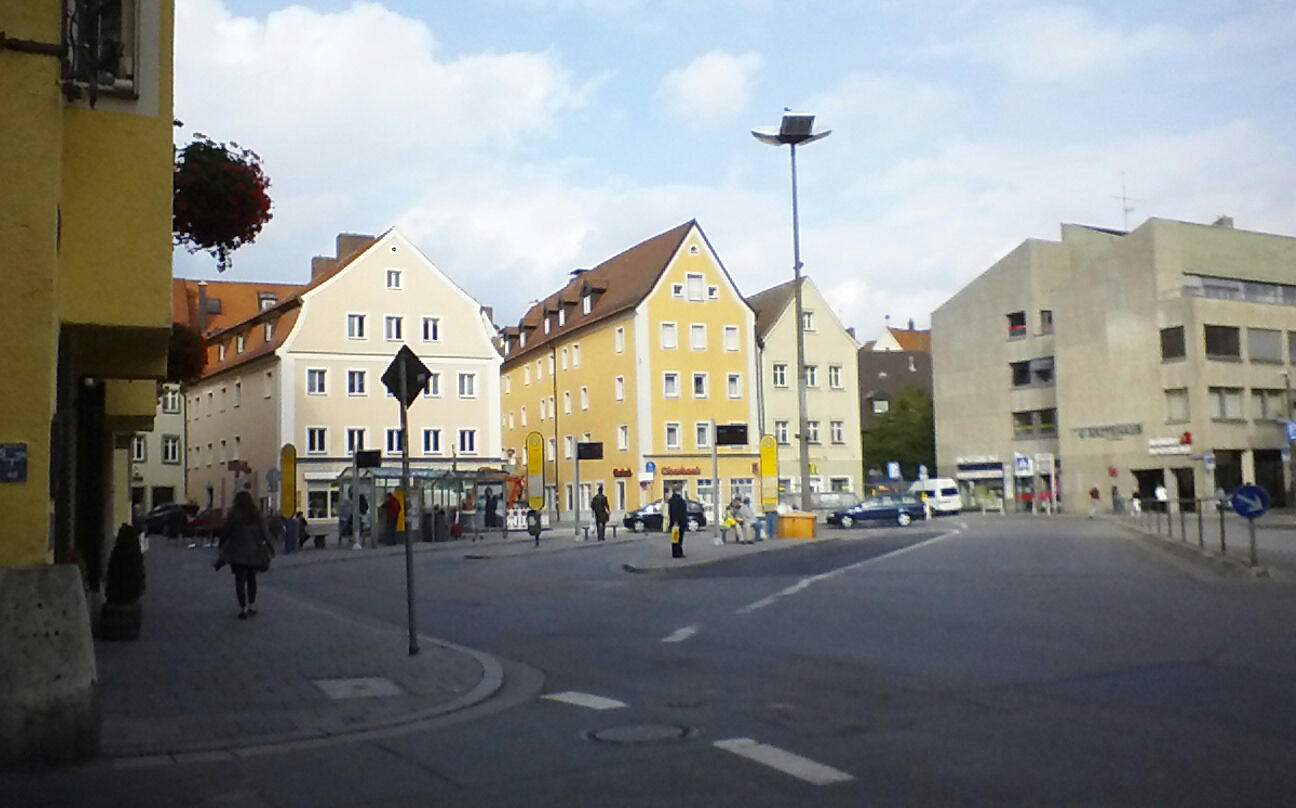
Nordfassade des Regensburger Arnulfsplatzes

Arnulfsplatz Nummer 9 ist ein dreigeschossiges, zum Arnulfsplatz giebelständiges Mansarddachhaus des 18. Jahrhunderts. Bis April 2020 befand sich im Erdgeschoss eine Filiale der Fastfoodkette McDonald’s.
Das Haus Arnulfsplatz Nummer 8, ist ein zum Arnulfsplatz giebelständiges Gebäude. Der Kern des Hauses stammt aus der zweiten Hälfte des 13. Jahrhunderts und wurde im 17./18. Jahrhundert überformt. Im Erdgeschoss des Hauses sind Geschäftsbetriebe untergebracht.

### Ostseite

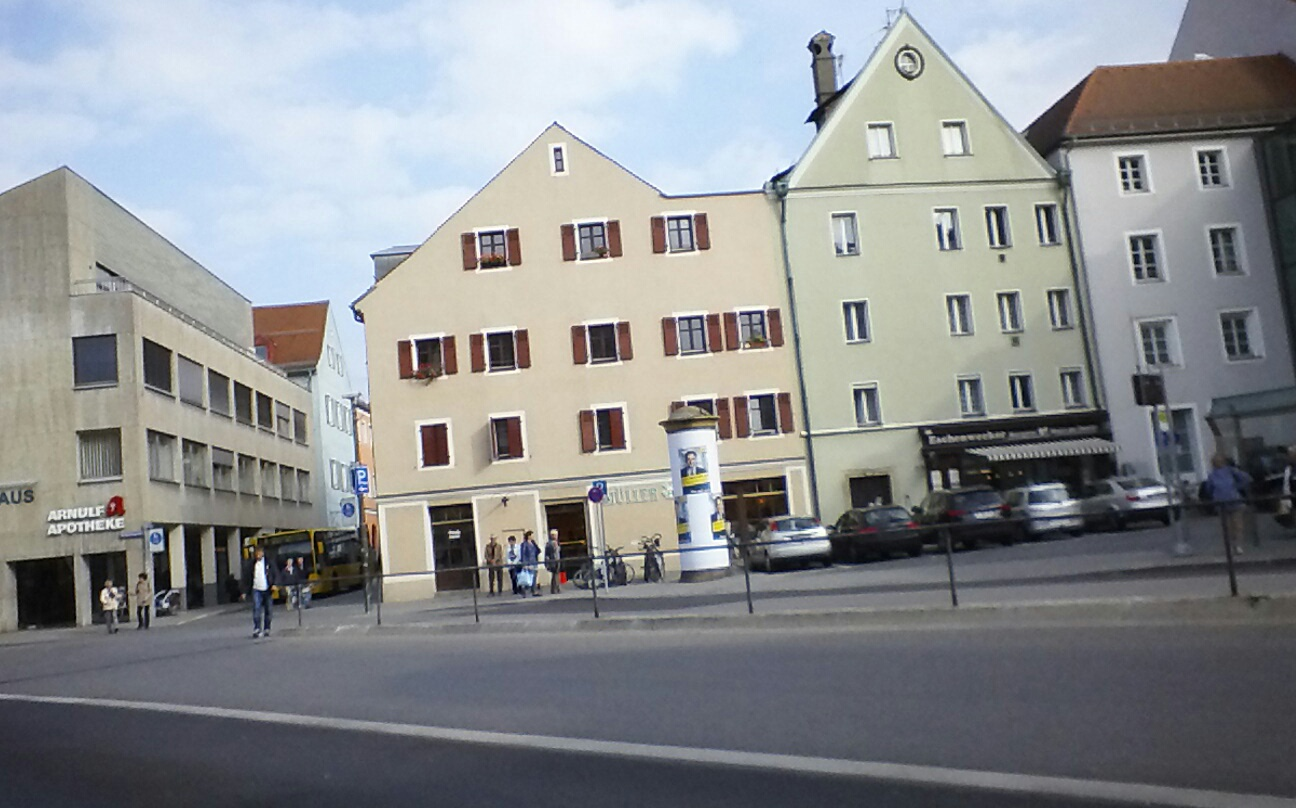
Östliche Fassade des Regensburger Arnulfsplatzes, Eingang Ludwigstraße

Das dreigeschossige Eckhaus Arnulfsplatz Nummer 1 mit mittelalterlicher Substanz wurde seit dem Abriss des Ruozanburgtores 1830 mehrfach umgebaut. Die Schaufenster im Erdgeschoss, die zu einer Bäckerei gehören, wurden 1892 eingebaut.
In Haus Nummer 2, einem viergeschossigen Giebelhaus mit mittelalterlicher Substanz, ist ein Bistro untergebracht. Die Fassade des Gebäudes stammt aus der zweiten Hälfte des 19. Jahrhunderts.
Den nordöstlichen Rand des Platzes bildet der Neubau des Ärztehauses, in dessen Erdgeschoss eine Apotheke untergebracht ist.

### Südseite

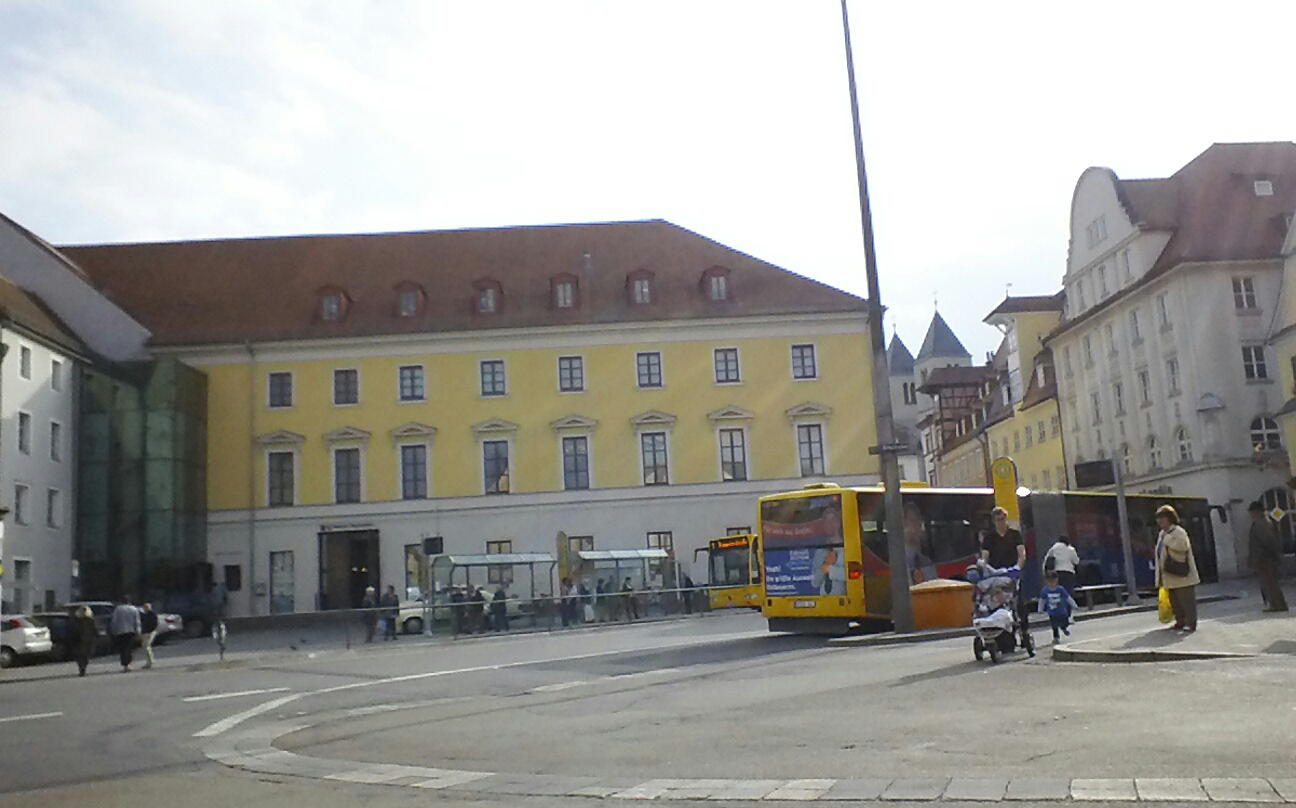
Südfassade des Regensburger Arnulfsplatzes

Die komplette Südseite des Arnulfplatzes wird von der Rückseite des 1849 errichteten Regensburger Theater eingenommen, welches das abgebrannte „Neue Haus“ ersetzte.

### Westseite

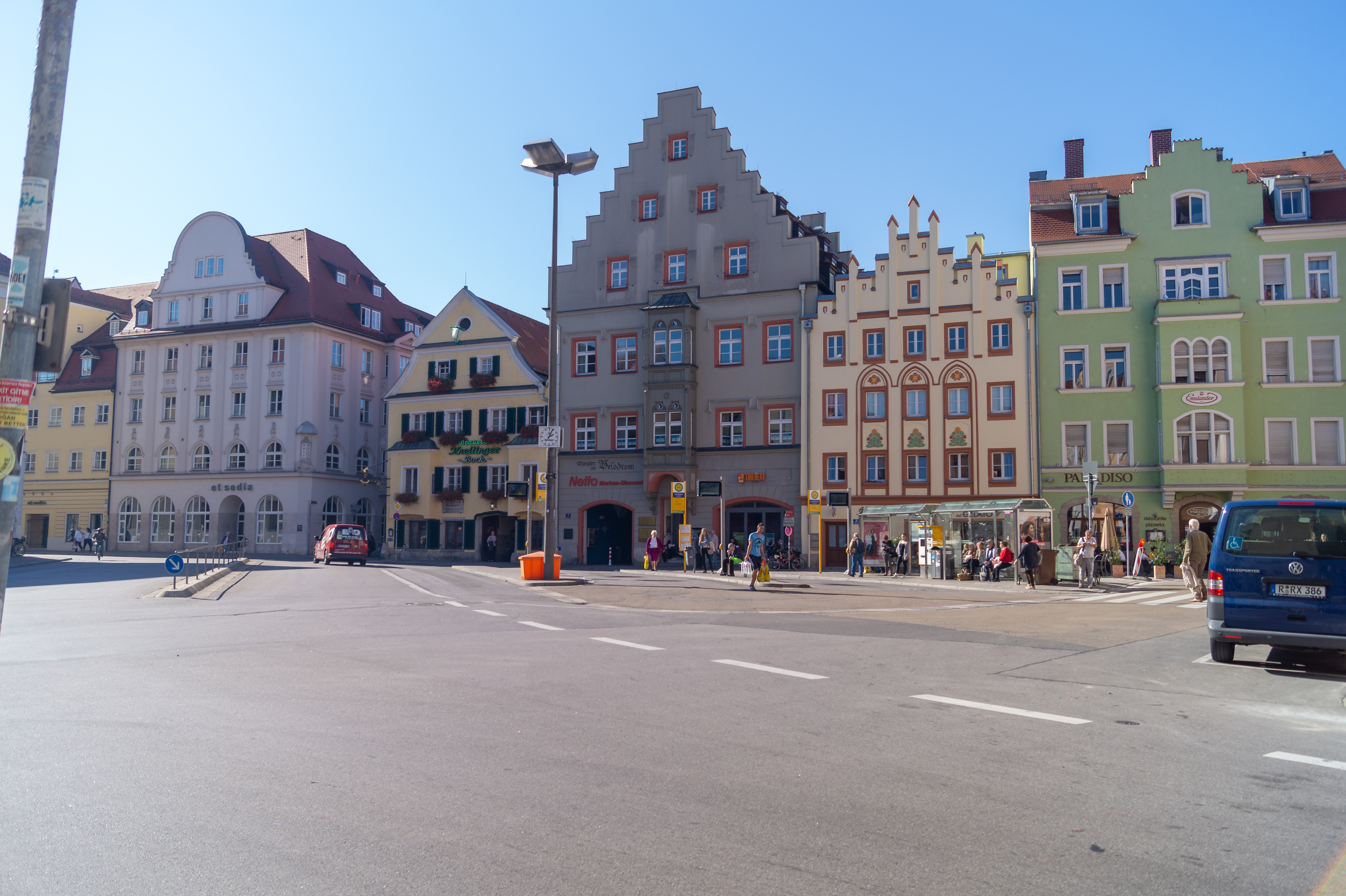
Westfassade des Regensburger Arnulfsplatzes

Das Gebäude Arnulfsplatz Nummer 7 ist ein viergeschossiges, zum Platz giebelständiges Satteldachhaus aus dem 14. Jahrhundert. Es wurde 1796 äußerlich komplett überformt, wobei die ursprüngliche Bausubstanz erhalten blieb. 1976 wurden das Erdgeschoss und das erste Obergeschoss stark verändert, um Zugang für eine Parkgarage zu bieten. Im Erdgeschoss befindet sich neben der Einfahrt der Parkgarage Arnulfsplatz eine Sparkassen-Filiale.
Die Fassade des Hauses Nummer 6, ein viergeschossiges und zum Arnulfsplatz hin traufenständiges Gebäude, gehört zur Bautengruppe der ehemaligen Brauerei Emslander. Diese stammt im Kern aus dem 12. Jahrhundert. Der Komplex wurde im 19. Jahrhundert zusammengefasst, 1937 wurde die Fassade zum Arnulfsplatz hin purifiziert. Im Erdgeschoss befindet sich eine Gaststätte.
Der Kern des Hauses Nummer 5 stammt aus der zweiten Hälfte des 13. Jahrhunderts, die Fassade aus dem 18. Jahrhundert. Im Erdgeschoss dieses Gebäudes ist ein Geschäftsbetrieb untergebracht.
Haus Nummer 4 ist ein zum Platz hin giebelständiges Satteldachhaus des 16. Jahrhunderts. Der Kern des Hauses entstand um 1100. Während des Immerwährenden Reichstags wurde es von verschiedenen Gesandtschaften bewohnt. Die neogotische Fassade wurde im 19. und 20. Jahrhundert stark verändert, 1978 in den Obergeschossen wieder teilweise rekonstruiert. Heute bildet das Gebäude den Durchgang zum dahinter liegenden Simon-Oberdorfer-Platz mit der Spielstätte des Theaters Regensburg „Velodrom“.
Das Haus Nummer 3, Brauhaus und Gaststätte Kneitinger, ein dreigeschossiges und zum Arnulfsplatz giebelständiges Gebäude. Es wurde im 17. Jahrhundert errichtet und im 19. und 20. Jahrhundert mehrmals umgebaut. Es ist noch Stammsitz der Brauerei Kneitinger.